# Hit Mania Spring 2016
Hit Mania Spring 2016 è una compilation di artisti vari facente parte della serie Hit Mania, pubblicata il 27 maggio 2016.
È stata pubblicata sia in versione singola (2 CD + rivista), sia in versione cofanetto (4 CD + rivista) che oltre "Hit Mania Spring 2016" e "Hit Mania Spring 2016 Club Version" contiene anche il CD3 con la novità: "CHILL & DEEP HOUSE PARTY" e il CD4 con un'altra novità: "TECHNO-LOGY", queste due nuove raccolte ottengono un successo tale da portare la pubblicazione di volumi successivi.
La compilation è stata mixata dal DJ Mauro Miclini.
La copertina è stata curata e progettata da Gorial.

## Tracce CD1
1. Mike Posner – I Took a Pill in Ibiza (SeeB Rmx)
2. DJ Katch Feat. Greg Nice, DJ Kool & Deborah Lee – The Horns
3. Jonas Blue Feat. Dakota – Fast Car
4. Robin Schulz & J.U.D.G.E. – Show Me Love
5. Indaqo – Boom Booom Boom (Gabry Ponte Edit)
6. Imany – Don't Be So Shy (Filatov & Karas Remix)
7. Kungs VS. Cookin' On 3 Burners – This Girl
8. Klingande Feat. Daylight – Losing U
9. Michael Calfan – Nobody Does It Better
10. 19EIGHTY7 – Get It On
11. DJ Aladyn Feat. Animor – For Ella
12. Tiësto & Oliver Heldens Feat. Natalie La Rose – The Right Song
13. Trendy Boy & Jade – Rhythm Is a Dancer (Lover Radio Version)
14. Carlo Esse Feat. Bellitto – In My Arms
15. Mark Storm Feat. Alessandra Smacchia – Party Don't Stop
16. Jacopo Galeazzi – Gimme Your Love
17. Haxent Feat. Ika Crossfield – For Your Love (Discopoint Ibiza Mix)
18. Andrea Cecchini Feat. Fiorella – Tarantino Vampire
19. Yoyntymo Production Feat. Giuseppe Leone – Spin Me Around
20. Roby Pinna Feat. Marcus Grey – Slender in the Night
21. Chill Bros – Special Baloon
22. Francesco Gabbani – Amen
23. Emma Marrone – Io di te non ho paura
24. Shawn Mendes – Stitches

## Tracce CD2
1. DJ Jay – Wave Your Hands
2. Condor feat. Adina – Feel You
3. Biagio Lisanti & Junior Paes – I Love You (Dedicated To Ary Mix)
4. Nashback & Jo' Corbo Dee Jay – The Love Is
5. Josef Meloni vs Tommyland – The Pump
6. Viola G. feat. Silver T. – Think Of You
7. Josef Meloni vs Tommyland – Bee Free
8. Andrew Note – Lovelight
9. DJ Mirko B. – A Love Eternal
10. David Peel Guadagni, Kilian Taras & Lauren Mayhew – Lights Out (Buck & Larry Remix)
11. DJ Jurij feat. Charles – Angel (Spring Mix)
12. Deejayjay – Your Love Explodes
13. Frith Street – Falling Into Your Love
14. DJ Skipper – In My Head
15. Danyel Irsina – Alligator
16. Mc Groove – Close To Me
17. Elena Presti feat. G. Gandi & P. Fotia – A Little More
18. Arthur Cascio – Barrita Majica
19. Ecoloop feat. Fragan Boy – Pum Pum Pa (South America Radio Mix)
20. Gaja – Last Forever
21. Lara – Don't Trust Me
22. Marco Laschi DJ – Don't You Say You Love Me
23. McGroove feat. Federica – I Desire
24. Andrew Steel & Tempi Duri – Falling Star